# توتسوكا-كو
توتسوكا-كو (باليابانية: 戸塚区) هو حي في اليابان، يقع في يوكوهاما، بلغ عدد سكانه 277,473 نسمة وذلك حسب إحصائيات سنة 2018، تبلغ مساحته 35.79 كيلومتر مربع.

## التقسيمات الإدارية
- Kashiochō  [لغات أخرى]‏
- Kami-Yabechō  [لغات أخرى]‏
- Kosuzumechō  [لغات أخرى]‏
- Shinanochō  [لغات أخرى]‏
- Totsukachō  [لغات أخرى]‏
- Harajuku  [لغات أخرى]‏
- Hiradochō  [لغات أخرى]‏
- Hirado  [لغات أخرى]‏
- Maiokachō  [لغات أخرى]‏.

## أعلام
- كين تاكاهاشي
- ريو أساي